# 차지호 (축구인)
차지호(車智鎬, 1983년 3월 23일 ~ )는 대한민국의 전직 축구 선수이다. 현역 시절 포지션은 미드필더였다.